# Brigata meccanizzata "Pinerolo"
La Brigata meccanizzata "Pinerolo" è una Grande Unità dell'Esercito Italiano e ha il suo comando in Puglia, a Bari.

## Storia
La Brigata "Pinerolo" è stata costituita il 13 novembre 1821 sui reggimenti 1º e 2º, che dal 1839 hanno cambiato nome rispettivamente in 13º e 14º Reggimento fanteria "Pinerolo".
In origine la Brigata è in vita dal 1815 col nome "Saluzzo", formata su due battaglioni, di cui uno era l'erede del Reggimento "Savoiardo" formato nel 1672. Sciolta come tutte le altre brigate nel 1871, la "Pinerolo" è stata ricostruita nel 1881 sempre sui reggimenti 13º, con sede a L'Aquila e 14º, con sede a Foggia.
All'entrata in guerra dell'Italia nel primo conflitto mondiale, la brigata Pinerolo, partita dalle ordinarie sedi il 21 maggio, all'apertura delle ostilità si trova nei pressi di Palmanova, passando il confine il giorno 24 a sud-est della città. Nel corso del 1915 la brigata prese parte alla prima e alla seconda battaglia dell'Isonzo.
Nel maggio 1916 la brigata prese parte alla battaglia degli altipiani e nell'agosto prese parte alla conquista di Gorizia subendo, nel corso della sesta battaglia dell'Isonzo, gravi perdite con quasi 2000 uomini fuori combattimento, dei quali 54 ufficiali. Il 26 agosto la brigata venne inviata a Romans per ricostituirsi ed essere richiamata sul Carso nel mese di settembre prendendo parte tra metà settembre e l'inizio di novembre alla settima, all'ottava e alla nona battaglia dell'Isonzo.
Nel corso del 1917 la brigata trascorse gran parte dei mesi in trincea, prendendo parte nella seconda metà di agosto all'undicesima battaglia dell'Isonzo. Alla fine del mese avendo perso 31 ufficiali ed oltre 1000 uomini i reggimenti vennero trasferiti a Campolongo per riordinarsi. Iniziatasi la ritirata del Regio Esercito in conseguenza della offensiva austro-tedesca d'ottobre, dopo la disfatta di Caporetto il 27 ottobre la brigata ricevette l'ordine di schierarsi sulla destra dell'Isonzo per proteggere il ripiegamento e dopo aver sostenuto combattimenti di retroguardia il 30 ottobre presso Palazzolo dello Stella, raggiunge il Livenza; nel corso della ritirata, il nemico, nonostante un attacco respinto, riuscì ad avvolgere la destra della brigata, catturando gran parte del I battaglione del 14º, insieme con il comando reggimentale.
Riordinati i reparti il 7 aprile la brigata venne inviata sull'altipiano di Asiago, operando in prima linea compiendo regolare servizio di trincea fino alla metà di giugno, quando prese parte alla battaglia del solstizio. Nei mesi successivi la brigata svolse turni in prima linea, alternati con periodi di riposo, fino ad ottobre allorché fu in prima linea nella Battaglia di Vittorio Veneto che portò alla decisiva vittoria italiana nella prima guerra mondiale.
Con la legge 11 marzo 1926 sull'ordinamento dell'Esercito Italiano si stabilisce anche l'abolizione dei nomi per le brigate, e così cambia nome in XXIV Brigata fanteria con all'interno anche il 255º Reggimento "Arezzo". Così la brigata e il 18º Reggimento artiglieria passano sotto il comando della 24ª Divisione territoriale di Chieti. Questa unità modifica il proprio nome nel 1934 in 24ª Divisione fanteria "Gran Sasso", nome che viene esteso anche alla brigata.
Nel 1939, assieme ai reggimenti fanteria 13º e 14º e a quello d'artiglieria 18º, si forma la 24ª Divisione fanteria "Pinerolo", sciolta poi l'8 settembre 1943.
Nel giugno 1940 all'entrata in guerra dell'Italia nel secondo conflitto mondiale la "Pinerolo" dopo processo motorizzato vide trasformato il suo nome in 24ª Divisione fanteria motorizzata "Pinerolo" e inquadrata nel I Corpo d'armata venne schierata sull'arco alpino rimanendo in riserva nel settore Moncenisio-Bardonecchia.
In seguito alla capitolazione della Francia siglata alla fine del giugno 1940 con l'armistizio di Villa Incisa, la divisione venne inviata in Albania nel gennaio 1941. L'8 aprile l'unità ricevette l'ordine di prendere parte alle operazioni contro Ocrida, in Macedonia, durante l'invasione tedesca della Jugoslavia.
Nel giugno 1941 la divisione fu trasferita a Larissa, in Tessaglia, come forza di occupazione e per debellare la resistenza greca. L'attività antipartigiana continuò fino all'armistizio dell'8 settembre 1943. Nella confusione degli alti comandi, la "Pinerolo" fu l'unica divisione italiana di stanza sulla Grecia continentale a rifiutare di consegnare le armi ai tedeschi aggregandosi all'Esercito popolare greco di liberazione nella lotta contro i tedeschi. I reduci dell'unità furono rimpatriati nel 1945.

### Divisione fanteria "Pinerolo"
La Divisione fanteria "Pinerolo" venne ricostruita a Bari il 15 aprile 1952, con il 9º e il 13º reggimento fanteria e il 14º Reggimento artiglieria campale, una Compagnia genio pionieri e una Compagnia collegamenti e posa alle dipendenze del IX Comando Militare Territoriale di Bari.
L'organico della Divisione al momento della ricostituzione era la seguente
- 9º Reggimento fanteria "Bari" (2 battaglioni)
- 13º Reggimento fanteria "Pinerolo" (2 battaglioni)
- 14º Reggimento artiglieria da campagna (2 gruppi)
- 9ª Compagnia Genio Pionieri
- 9ª Compagnia Trasmissioni
- Comando Unità Servizi

### Brigata fanteria "Pinerolo"
Il 1º settembre 1962 con la ristrutturazione dell'Esercito Italiano la grande unità venne riconfigurata in brigata, su 9º Reggimento fanteria "Bari", LXI Battaglione corazzato, Gruppo artiglieria da campagna "Pinerolo", Compagnia genio pionieri, Gruppo artiglieria controaerea leggera "Pinerolo" e Compagnia trasmissioni. La grande unità venne posta alle dipendenze del X Comando Militare Territoriale di Napoli, che aveva incorporato il IX Comando Militare Territoriale di Bari; nel 1963 venne aggiunta una Sezione Aerei Leggeri (SAL) su velivoli L-21A e a metà degli anni sessanta l'organico della grande unità era la seguente:
- 9º Reggimento fanteria "Bari"
- LXI Battaglione Corazzato
- Gruppo artiglieria da campagna "Pinerolo"
- Gruppo artiglieria controaerea leggera "Pinerolo" - M 1 da 40/56
- Sezione Aerei Leggeri "Pinerolo" - L 21 A
- Compagnia Genio Pionieri "Pinerolo"
- Compagnia Trasmissioni "Pinerolo"
- Comando Unità Servizi

In seguito allo scioglimento della Brigata "Avellino" il LXI Battaglione corazzato venne sostituito nella sede di Altamura dal LX Battaglione corazzato "Avellino". Successivamente il Gruppo artiglieria contraerea leggera "Pinerolo" venne posto in posizione quadro e alla vigilia della profonda ristrutturazione dell'Esercito Italiano del 1975 la brigata aveva la seguente configurazione organica:
- 9º Reggimento fanteria "Bari"
- LX Battaglione corazzato
- Gruppo artiglieria da campagna "Pinerolo"
- Gruppo artiglieria controaerea leggera "Pinerolo" (quadro)
- Sezione Aerei Leggeri "Pinerolo" - L 21 B
- Compagnia Genio Pionieri "Pinerolo"
- Compagnia Trasmissioni "Pinerolo"
- Battaglione Servizi "Pinerolo"

### Brigata motorizzata "Pinerolo"
Con la ristrutturazione dell'Esercito, che aboliva il livello reggimentale con i battaglioni che diventati autonomi passavano alle dirette dipendenze della brigata, dal 1º novembre 1975 la grande unità venne riconfigurata in brigata motorizzata con la seguente configurazione organica: con alle sue dipendenze il battaglioni fanteria 9º "Bari", 13º "Valbella" e 231º "Avellino"; il 67º Battaglione bersaglieri "Fagarè", il 60º Battaglione corazzato "M.O. Locatelli", il 47º Gruppo artiglieria da campagna "Gargano" ed il Battaglione logistico "Pinerolo".
- Reparto Comando e Trasmissioni "Pinerolo" con sede a Bari
- 9º Battaglione fanteria motorizzato "Bari" con sede a Trani (BA)
- 13º Battaglione fanteria motorizzato "Valbella" con sede ad Avellino
- 67º Battaglione bersaglieri "Fagarè" con sede ad Persano (SA)
- 231º Battaglione fanteria Addestramento Reclute "Avellino" con sede ad Avellino
- 60º Battaglione corazzato "M.O. Locatelli" con sede ad Altamura (BA)
- Compagnia Controcarri "Pinerolo" (Bari)
- 47º Gruppo artiglieria da campagna "Gargano" con sede a Persano (SA)
- Compagnia Genio Guastatori "Pinerolo" con sede a Trani (BA)
- Battaglione logistico "Pinerolo" con sede a Bari

### Brigata meccanizzata "Pinerolo"
Il 1º febbraio 1979 la brigata venne riconfigurata da motorizzata a meccanizzata.
L'organico della brigata registrò il 6 dicembre 1981 l'entrata dell'11º Gruppo artiglieria da campagna "Teramo" in sostituzione del 47º Gruppo artiglieria da campagna "Gargano" sciolto nella stessa data e l'uscita del 244º Battaglione "Cosenza" riconfigurato in battaglione addestramento reclute e posto alle dipendenze del X Comando Militare Territoriale di Napoli, con il 231º Battaglione fanteria "Avellino" che assunse fisionomia operativa.
Nel 1986 la configurazione della brigata era la seguente:
- Reparto Comando e Trasmissioni "Pinerolo" con sede a Bari
- 9º Battaglione fanteria motorizzato "Bari" con sede a Trani (BA)
- 13º Battaglione fanteria motorizzato "Valbella" (quadro), con sede ad Avellino
- 231º Battaglione fanteria motorizzato "Avellino" con sede ad Avellino
- 67º Battaglione bersaglieri "Fagarè" con sede ad Persano (SA)
- 60º Battaglione corazzato "M.O. Locatelli" con sede ad Altamura (BA)
- Compagnia Controcarri "Pinerolo" (Bari)
- 11º Gruppo artiglieria da campagna "Teramo" con sede a Persano (SA)
- Compagnia Genio Guastatori "Pinerolo" con sede a Trani (BA)
- Battaglione logistico "Pinerolo" con sede a Bari

Il 1º luglio 1991 il 67º Battaglione bersaglieri "Fagarè" uscì dall'organico della brigata per passare alle dipendenze della 8ª Brigata bersaglieri "Garibaldi", trasferita dal Friuli in Campania, mentre il 21 ottobre 1992 venne ricostruito a Bari, entrando nei ranghi della brigata il 7º Reggimento bersaglieri che inquadrava l'11º Battaglione bersaglieri "Caprera", successivamente sostituito nel 1997 dal 10º Battaglione bersaglieri "Bezzecca".
Con il ripristino del livello reggimentale da parte dell'Esercito Italiano del 1991, nello stesso anno sulla base del 231º Battaglione fanteria motorizzato "Avellino" venne ricostituito il 231º Reggimento fanteria "Avellino" e nel 1992 vennero ricostituito sulla base del 9º Battaglione fanteria motorizzato "Bari" il 9º Reggimento fanteria "Bari" e sulla base del 60º Battaglione corazzato "M.O. Locatelli" il 133º Reggimento carri, che il 10 ottobre 1995 venne posto in posizione "quadro" in seno alla allora scuola carristi di Lecce,
Nel quadro del riordinamento della Forza Armata, mutò nel corso degli anni novanta organico inquadrando Comando, Reparto comando e supporti tattici, i reggimenti 9º fanteria "Bari", 7º bersaglieri, 31º e 133º carri, 2º Gruppo artiglieria pesante campale "Potenza" (2º Reggimento artiglieria da campagna semovente nel 1993), sostituito nel 1997 dal 131º artiglieria dalla Brigata corazzata "Centauro", il 47º Battaglione "Salento" e Battaglione logistico "Pinerolo".
Il 3 dicembre 1996 la brigata venne riconfigurata da meccanizzata in corazzata con la denominazione di Brigata corazzata "Pinerolo", poiché era previsto che, in caso di mobilitazione, fosse completata con il 133º Reggimento carri in posizione quadro presso la Scuola di carristi. Il 2 ottobre 1997 entrò a far parte della brigata il 31º Reggimento carri trasferito da Bellinzago Novarese nella sede di Altamura (soppresso a gennaio 2020). La brigata, posta alle dipendenze del 2º COMFOD di San Giorgio a Cremano aveva la seguente configurazione organica:
- Reparto Comando e Supporti Tattici "Pinerolo" con sede a Bari
- 31º Reggimento carri con sede ad Altamura (BA) (soppresso)
  - 1º Battaglione carri "M.O. Cracco" con sede ad Altamura (BA)
- 9º Reggimento fanteria "Bari" con sede a Trani (BA)
  - 9º Battaglione fanteria meccanizzato "Bari" con sede a Trani (BA)
- 7º Reggimento bersaglieri con sede a Bari
  - 10º Battaglione bersaglieri "Bezzecca" con sede a Bari
- 131º Reggimento artiglieria semovente con sede a Foggia
  - 131º Gruppo artiglieria da campagna semovente "Vercelli"
- Reparto Sanità "Pinerolo" (quadro), con sede a Bari
- Battaglione Logistico "Pinerolo" con sede a Bari

Successivamente anche il 131º sarà sostituito dal 21º Reggimento artiglieria "Trieste" della Brigata "Friuli". Dal 2001 sono entrati nei ranghi della brigata prima l'11º Reggimento genio guastatori e l'82º Reggimento fanteria "Torino" della Brigata corazzata "Ariete", mentre il 133º Reggimento carri già in posizione quadro presso Scuola di cavalleria venne definitivamente sciolto.
Nel 2011 viene riclassificata come brigata meccanizzata, in seguito al passaggio avvenuto il 1º gennaio 2011 del 31º Reggimento carri, alle dipendenze della Scuola di Cavalleria, lasciando la sede di Altamura alla fine del 2012 per trasferirsi a Lecce.
Nel 2016 la brigata passa sotto il comando della Divisione "Acqui". 
Nel 2017 la brigata è tornata ad avere una componente corazzata con il ritorno nei ranghi del 31º Reggimento carri, che nel periodo in cui era stato alle dipendenze della scuola di cavalleria, è stato prevalentemente impegnato nella sperimentazione dei nuovi materiali e sistemi d'arma acquisiti nell'ambito del programma Forza NEC(Network Enabled Capability), programma, ormai già in gran parte operativo, che vede i militari della "Pinerolo" operare utilizzando nuovi automezzi, materiali ed equipaggiamenti in grado di assicurare il collegamento diretto e immediato del singolo militare con un centro decisionale condividendo informazioni e dati. Tale programma, ambizioso e innovativo, costituisce la punta di diamante dell'intero sistema di modernizzazione della componente terrestre della Difesa. Il riordino del 31 ºReggimento Carri, oltre a completare l'organico delle Brigata "Pinerolo", porterà anche ad un graduale incremento della capacità operativa del Reggimento e rappresenterà un importante valore aggiunto per le future attività della "Pinerolo. Il 20/01/2020 il 31º Reggimento Carri si riconfigura in Reggimento di Cavalleria con la denominazione di Reggimento "Cavalleggeri di Lodi" (15º).
Dal gennaio 2022 la brigata è alle dirette dipendenze del Comando Forze Operative Sud.

## Comandanti 1821-2012
Brigata "Pinerolo" (1821-71)
- Magg. Gen. Giuseppe Morra di Lavriano
- Magg. Gen. Carlo Filipponi
- Magg. Gen. Giovanni Battista Federici
- Magg. Gen. Giuseppe De Maugny
- Magg. Gen. G.Battista Manno
- Magg. Gen. Luigi Damiano
- Magg. Gen. Roberto Morozzo della Rocca
- Magg. Gen. Alberto Leotardi
- Magg. Gen. Luca Dho
- Magg. Gen. Gustavo Mazè de la Roche
- Magg. Gen. Luigi Vivoli

Brigata "Pinerolo" (1881-1926)
- Magg. Gen. Giorgio Pozzolini
- Magg. Gen. Luigi Ricciolio
- Magg. Gen. Giuseppe Dulac
- Magg. Gen. Edoardo Testafochi
- Magg. Gen. Ottavio Ceresa di Bonvillaret
- Magg. Gen. Cesare De Agostini
- Magg. Gen. Luchino Dal Verme
- Magg. Gen. Giacomo Bogliolo
- Magg. Gen. Francesco Pistoia
- Magg. Gen. Giuseppe Della Noce
- Magg. Gen. Mario Scapucci
- Magg. Gen. Florenzio Aliprindi
- Magg. Gen. Luigi Giletta di S.Giuseppe
- Magg. Gen. G.Battista di Camerana
- Magg. Gen. Nicola D'Avanzo
- Magg. Gen. Roberto Bonolis
- Magg. Gen. Oreste Bandini
- Magg. Gen. Edoardo Ravazza
- Magg. Gen. Teodorico Serra
- Magg. Gen. Ugo Sani
- Gen. B. Carlo Perris

XXIV Brigata fanteria (1926-34)
- Gen. B. Francesco Togni
- Gen. B. Pietro Maravigna
- Gen. B. Carlo Porzio
- Gen. B. Manlio Raimondo

XXIV Brigata fanteria "Gran Sasso" (1935-39)
- Gen. B. Usvaldo Giachino
- Gen. B. Pio Mastai Ferretti
- Gen. B. Mario Zaccone

24ª Divisione fanteria "Gran Sasso" (1934-39)
- Gen. D. Enrico Maltese
- Gen. D. Alberto Terziani
- Gen. D. Adalberto di Savoia-Genova
- Gen. D. Adolfo Olivetti
- Gen. D. Angelo Stirpe

24ª Divisione fanteria "Pinerolo" (1939-43)
- Gen. D. Angelo Stirpe
- Gen. D. Giuseppe De Stefanis
- Gen. D. Licurgo Zannini
- Gen. D. Cesare Benelli

Divisione fanteria "Pinerolo" (1952-62)
- Gen. D. Giuseppe Cinti
- Gen. D. Galliano Nardinocchi
- Gen. D. Arturo Barbieri
- Gen. D. Gavino De Sarno
- Gen. D. Dante Ugo Leonardi
- Gen. D. Luigi Severino
- Gen. D. Domenico Michelotti
- Gen. D. Eugenio Ferrari
- Gen. D. Giuseppe Mastrobuono
- Gen. D. Antonio Nani

Brigata fanteria "Pinerolo" (1962-75)
- Gen. B. Renato Ghetti
- Gen. B. Giambattista Ratti
- Gen. B. Eugenio Sannia
- Gen. B. Antonino Reitano
- Gen. B. Glauco Predasso
- Gen. B. Cesare Guagliardi

Brigata motorizzata "Pinerolo" (1975-79)
- Gen. B. Maurizio Delgado

Brigata meccanizzata "Pinerolo" (1979 - 1997)
- Gen. B. Carlo A. Correale
- Gen. B. Vittorio Bernard
- Gen. B. Antonio Tamborrino
- Gen. B. Igino Raspadori
- Gen. B. Luciano Roverselli
- Gen. B. Nicola Scatigna
- Gen. B. Claudio Corsetti
- Gen. B. Salvatore Sabatino
- Gen. B. Luciano Bacchini
- Gen. B. Giulio Fraticelli
- Gen. B. Antonio Tobaldo
- Gen. B. Antonio Murgolo
- Gen. B. Giorgio De Giorgio
- Gen. B. Franco Ganguzza

Brigata corazzata "Pinerolo" (1997 - 2011)
- Gen. B. Luciano Neri
- Gen. B. Giancarlo Pascarelli
- Brig. Gen. Fabrizio Castagnetti
- Brig. Gen. Romeo Toni
- Brig. Gen. Franco Giannini
- Brig. Gen. Carminantonio Del Sorbo
- Brig. Gen. Danilo Errico
- Brig. Gen. Michele Torres
- Gen. B. Attilio Borreca
- Gen. B. Agostino Biancafarina
- Gen. B. Roberto D'Alessandro
- Gen. B. Mario Ruggiero

Brigata meccanizzata "Pinerolo" (2011 -)
- Gen. B. Carlo Lamanna
- Gen. B. Stefano G. Del Col
- Gen. B. Gianpaolo Mirra
- Gen. B. Francesco Bruno
- Gen. B. Giovanni Gagliano
- Gen. B. Luciano Antoci
- Gen. B. Paolo Sandri
- Col.    Pietro Guglielmi
- Gen. B. Yuri Grossi
- Gen  B. Paolo Dalle Vedove

## Missioni
- Partecipa con la compagnia Genio Pionieri ai soccorsi per l'alluvione del 1966 nella zona di Grosseto
- Partecipa con la medesima compagnia agli aiuti ai terremotati del Belice 1967, in ambo i casi era Brigata Pinerolo e non ancora "meccanizzata".
- Partecipa al soccorso della popolazione nelle Province di Avellino, Salerno e Potenza scossa dal terremoto del novembre 1980. Grazie al suo aiuto la brigata riceve la Medaglia di Bronzo al Valore dell'Esercito.
- Dal 24 novembre 1992 all'8 gennaio 1993 e dal 24 novembre 1993 al gennaio 1994 la brigata partecipa all'Operazione Vespri siciliani nella zona meridionale della Sicilia.
- Si schiera nella riviera salentina durante il periodo dell'emergenza profughi sulle coste pugliesi con l'Operazione "Salento".
- Nel corso del 1994, dal 7 aprile al 31 maggio e dal 15 settembre al 15 novembre, reparti della brigata prendono parte all'Operazione "Riace" in Calabria nel controllo del territorio.
- Tra la fine degli anni 1990 e l'inizio degli anni 2000 la brigata, nel quadro della Missione Kosovo Force, fornisce personale ed unità per il comando NATO Communication Zone West in Albania.

## Mezzi e armamenti a disposizione
Di seguito sono elencati i mezzi a disposizione della Brigata:
- Land Rover AR 90
- VTLM Lince
- VCC-1/2
- M106
- M113
- Freccia
- VCC Dardo
- M577 - Veicolo Posto Comando
- M548 - Veicolo Trasporto Munizioni
- Ponte Radio Digitale VHF di piccola capacità
- Stazione Radio SRT - 478
- Shelter tipo UEO 2 per Posti Comando
- Ponte Radio PR6/15
- Gruppo elettrogeno "COELMO"

## Struttura attuale della Brigata
| Brigata Meccanizzata "Pinerolo"                |          |
| Reparto                                        | Sede     |
| Reparto comando e supporti tattici "Pinerolo"  | Bari     |
| Reggimento "Cavalleggeri di Lodi" (15º)        | Lecce    |
| 7º Reggimento bersaglieri                      | Altamura |
| 9º Reggimento fanteria "Bari"                  | Trani    |
| 82º Reggimento fanteria "Torino"               | Barletta |
| 21º Reggimento artiglieria terrestre "Trieste" | Foggia   |
| 11º Reggimento genio guastatori                | Foggia   |
| Reggimento logistico "Pinerolo"                | Bari     |